# جورج فنتون
جورج فنتون (بالإنجليزية: George Fenton)‏ هوَ مُؤلف مُوسيقيٍّ يَكتب موسيقات للأفلام والوَثائقيات. بدأ جورج العمَلَ في مَجال التأليف المُوسيقيّ للإنتاجات التلفزيونية عام 1974 بعد أن عملَ لفترة قصيرة بكتابة الأغاني. وقد ألف لاحقاً مَجموعة كبيرة من المُوسيقات لمُسلسلات تلفازية من إنتاج هيئة الإذاعة البريطانية، منها مسلسلات الجوهرة في التاج والمتمرد ذو العدسة الواحدة ورجل التاريخ وإبزيم الحذاء وبيرجيراك، كما عملَ على موسيقات إنتاجات آلان بينيت. وبالإضافة إلى هذه العمل فقد ألف جورج فنتون مُوسيقات عدد آخر من الأفلام والمسرحيات التلفازية والألحان المُوسيقية المُختلفة.
ولم يَقتصر عملهُ على الأفلام العادية، فكان من ضمن إنتاجاته أيضاً مُوسيقات عدد كبير من سلاسل هيئة الإذاعة البريطانية الوَثائقية مع ديفيد آتينبارا، ومنها سلاسل تجاربُ الحياة والحياة في المَناطق المُتجمدة وخلف السحب والحياة والكوكب الأزرق فضلاً عن سلسلة كوكب الأرض الوثائقية الشهيرة. التي حازَ لعمله على مُوسيقاها جائزة في عام 2007.

## الجوائز والتكريمات

### الأكاديمية
- جائزة الأوسكار للمُوسيقى الأفضل عام 1983، مُنحت لعمله على فلم غاندي.
- جائزة الأوسكار للمُوسيقى الأفضل عام 1988، مُنحت لعمله على فلم ابكي يا حرية.
- جائزة الأوسكار للمُوسيقى الأفضل عام 1989، مُنحت لعمله على فلم علاقات خطرة.
- جائزة الأوسكار للمُوسيقى الأفضل عام 1992، مُنحلت لعمله على فلم الملك الصياد.

### جائزة بافتا
- جائزة بافتا لأفضل مُوسيقى تلفازية أصلية عام 1981، مُنحت لعمله على فلم إبزيم الحذاء.
- جائزة بافتا لأفضل مُوسيقى تلفازية أصلية عام 1982، مُنحت لعمله على فلم بيرجيراك.
- جائزة بافتا لأفضل مُوسيقى تلفازية أصلية عام 1983، مُنحت لعمله على فلم غاندي.
- جائزة بافتا لأفضل مُوسيقى تلفازية أصلية عام 1985، مُنحت لعمله على فلم الجوهرة في التاج.
- جائزة بافتا لأفضل مُوسيقى تلفازية أصلية عام 1987، مُنحت لعمله على فلم المتمرد ذو العدسة الواحدة.
- جائزة بافتا لأفضل مُوسيقى تلفازية أصلية عام 1988، مُنحت لعمله على فلم ابكي يا حرية.
- جائزة بافتا لأفضل مُوسيقى تلفازية أصلية عام 1989، مُنحت لعمله على فلم رؤوس متكلمة.
- جائزة بافتا لأفضل مُوسيقى تلفازية أصلية عام 1990، مُنحت لعمله على فلم اتصالات خطيرة.
- جائزة بافتا لأفضل مُوسيقى تلفازية أصلية عام 1991، مُنحت لعمله على فلم ميمفيس بيللي.
- جائزة بافتا لأفضل مُوسيقى تلفازية أصلية عام 1991، مُنحت لعمله على وثائقيّ تجاربُ الحياة.
- جائزة بافتا لأفضل مُوسيقى تلفازية أصلية عام 1994، مُنحت لعمله على وثائقيّ الحياة في المَناطق المُتجمدة.
- جائزة من «أنطوني آسكويتش» للمُوسيقى عام 1996، مُنحت لعمله على وثائقيّ تجاربُ الحياة.
- جائزة بافتا لأفضل مُوسيقى تلفازية أصلية عام 2002، مُنحت لعمله على وثائقيّ الكوكبُ الأزرق.
- جائزة من «أنطوني آسكويتش» للمُوسيقى عام 2006، مُنحت لعمله على فلم عروض السيدة هندرسون.

### جائزة إيمي
- جائزة إيمَّي للسلسلة ذات التأليف المُوسيقي الرائعة عام 2002، مُنحت لعمله على وثائقيّ الكوكبُ الأزرق.
- جائزة إيمَّي للسلسلة ذات التأليف المُوسيقي الرائعة عام 2005، مُنحت لعمله على وثائقيّ كبرياء.
- جائزة إيمَّي للسلسلة ذات التأليف المُوسيقي الرائعة عام 2007، مُنحت لعمله على وثائقيّ كوكبُ الأرض.

### غولدن غلوب
- جائزة غولدن غلوب لأفضل صورة مُتحركة أصليَّة عام 1988، مُنحت لعمله على فلم ابكي يا حرية.
- جائزة غولدن غلوب لأفضل صورة مُتحركة أصليَّة عام 2000، مُنحت لعمله على فلم آنا والملك.

## روابط خارجية
- جورج فنتون على موقع IMDb (الإنجليزية)
- جورج فنتون على موقع ألو سيني (الفرنسية)
- جورج فنتون على موقع ميوزك برينز (الإنجليزية)
- جورج فنتون على موقع أول موفي (الإنجليزية)
- جورج فنتون على موقع بوكس أوفيس موجو (الإنجليزية)
- جورج فنتون على موقع قاعدة بيانات برودواي على الإنترنت (الإنجليزية)
- جورج فنتون على موقع قاعدة بيانات الأفلام السويدية (السويدية)
- جورج فنتون على موقع أول ميوزيك (الإنجليزية)
- جورج فنتون على موقع ديسكوغز (الإنجليزية)
- جورج فنتون على موقع قاعدة بيانات الفيلم (الإنجليزية)